# Corrèze de Pradines
Die Corrèze de Pradines ist ein kleiner Fluss in Frankreich, der im Département Corrèze in der Region Nouvelle-Aquitaine verläuft. Sie entspringt im Regionalen Naturpark Millevaches en Limousin im westlichen Gemeindegebiet von Bonnefond, entwässert anfangs unter dem Namen Ruisseau de la Chattemissie in westlicher Richtung, schwenkt dann scharf auf Süd und mündet nach rund 19 Kilometern an der Gemeindegrenze von Grandsaigne und Chaumeil als rechter Nebenfluss in die Corrèze.

## Orte am Fluss
(Reihenfolge in Fließrichtung)
- La Chattemissie, Gemeinde Bonnefond
- Le Bec, Gemeinde Gourdon-Murat
- Murat, Gemeinde Gourdon-Murat
- Pradines
- Grandsaigne
- Le Chassaing, Gemeinde Grandsaigne